# Sentimiento anti-Qing

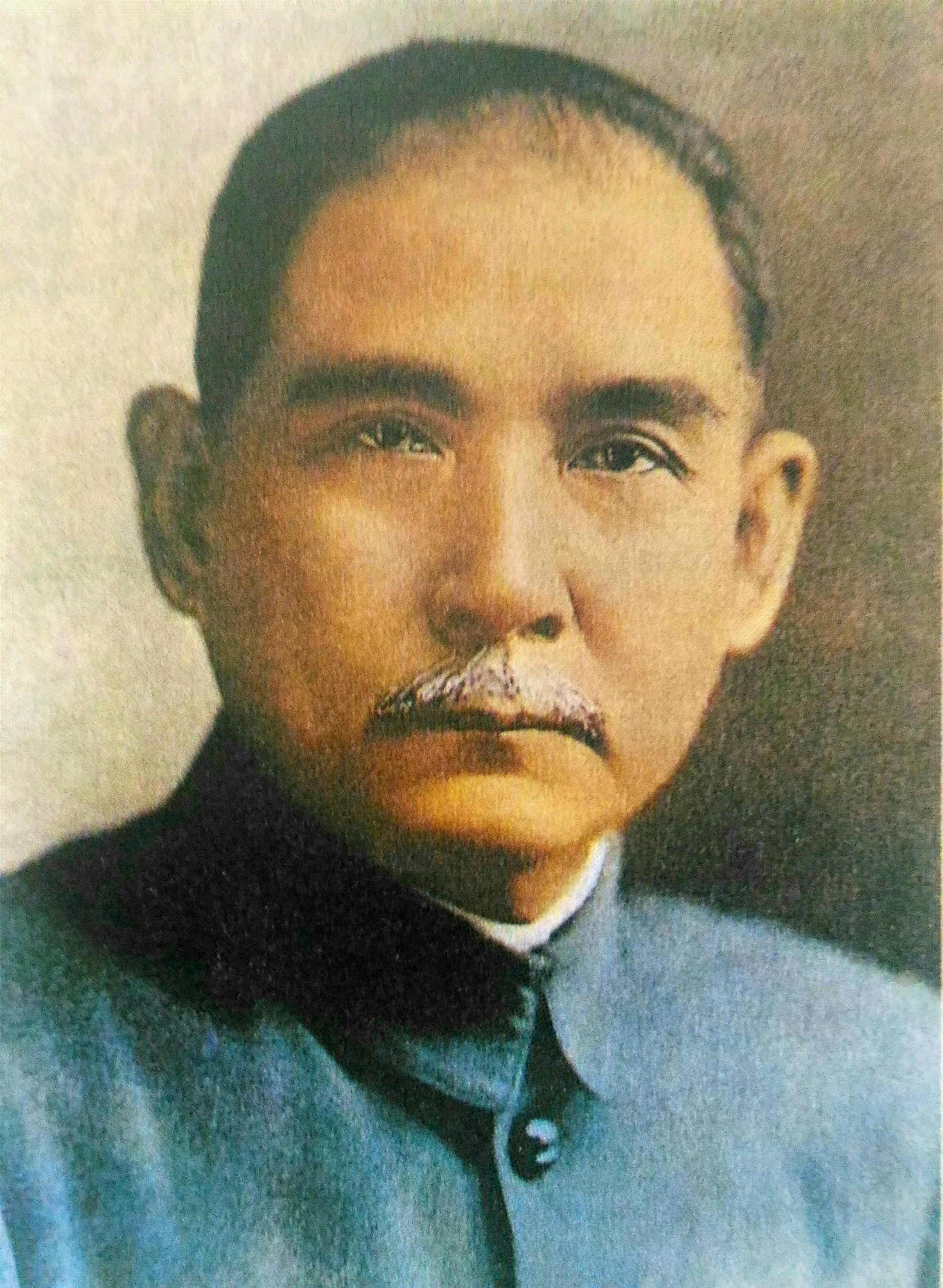
Sun Yat-sen, el padre fundador de la República de China, la primera república en Asia.

El sentimiento Anti-Qing (en chino tradicional, 反清; pinyin, fǎn Qīng) se refiere a un sentimiento sostenido principalmente en China contra el gobierno manchú durante la dinastía Qing (1636-1912), que fue criticado por los oponentes por ser bárbaro. Los Qing fueron acusados de destruir la cultura tradicional han al obligar a los Han a usar en su cabello una cola al estilo manchú. Se le culpó de suprimir la ciencia china,  causando que China se transformara de la primera potencia mundial a una nación pobre y atrasada. La gente de las Ocho Banderas vivía de  pensiones del gobierno a diferencia de la población civil Han en general.
El eslogan de reunión de los activistas anti-Qing fue "Fǎn Qīng fù Míng" (simplified Chinese: 反清复明; traditional Chinese: 反清復明; literalmente: "Oponerse a Qing y restaurar a los  Ming"), relacionado con el lema Rebelión de los bóxers "Revivir a los Qing y destruir a los extranjeros" ("扶清滅洋 fú Qīng miè yáng").
En el sentido más amplio, un activista anti-Qing era cualquier persona que participaba en la acción directa anti-manchú. Esto incluyó a personas de muchos movimientos y levantamientos políticos convencionales, como la Rebelión Taiping, la Revolución Xinhai, la Revuelta de los tres feudatarios, la Sociedad para la Regeneración de China, la Tongmenghui, la Rebelión Panthay, la Rebelión del Loto Blanco y otros.

## La lealtad Ming a principios de la dinastía Qing

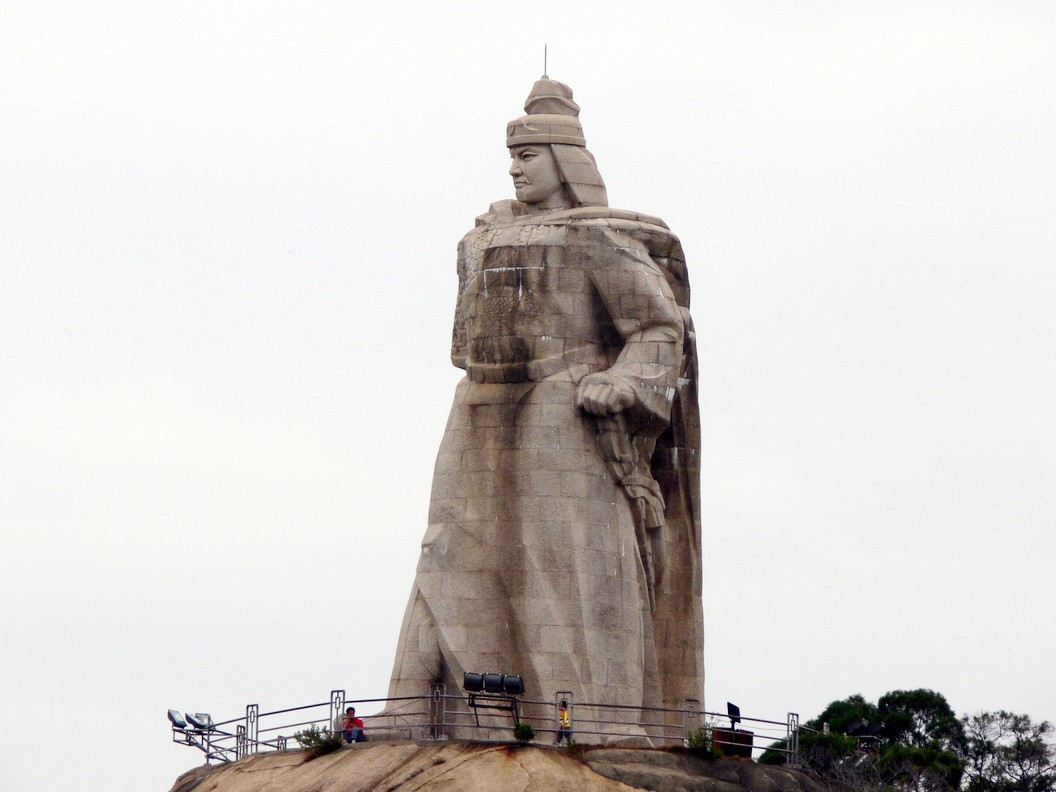
Estatua de Zheng Chenggong en Gulangyu Island en Xiamen, una de muchas en China continental y Taiwán.

### Leales musulmanes Ming
Los musulmanes Hui leales a Ming bajo Mi Layin y Ding Guodong lucharon contra los Qing para restaurar a un príncipe Ming al trono desde 1646-1650. Cuando la dinastía Qing invadió la dinastía Ming (1368-1644) en 1644, los musulmanes leales a Ming en Gansu dirigidos por líderes musulmanes Milayin y Ding Guodong lideró una revuelta en 1646 contra los Qing durante la Rebelión de Milayin para expulsar a los Qing y restaurar al Príncipe Ming de Yanchang Zhu Shichuan al trono como emperador. Los leales musulmanes a los Ming fueron apoyados por el sultán Sa'id Baba de Hami y su hijo, el príncipe Turumtay.. A los leales musulmanes Ming se unieron tibetanos y chinos Han en la revuelta. Tras feroces luchas y negociaciones, se acordó un acuerdo de paz en 1649, y Milayan y Ding prometieron nominalmente lealtad a los Qing y recibieron rangos como miembros del ejército Qing. Cuando otros leales a Ming en el sur de China hicieron un resurgimiento y los Qing se vieron obligados a retirar sus fuerzas de Gansu para luchar contra ellos, Milayan y Ding una vez más tomaron las armas y se rebelaron contra ellos. Los leales musulmanes Ming fueron aplastados por los Qing con 100.000 de ellos, incluidos Milayin, Ding Guodong y Turumtay muertos en batalla.
El erudito musulmán confuciano Hui Ma Zhu (1640-1710) sirvió con los leales al sur de Ming contra los Qing.

### Koxinga
El general leal a Ming Zheng Chenggong, más conocido por su título de Koxinga, dirigió un movimiento militar para oponerse a la dinastía Qing de 1646 a 1662. Estableció el Reino de Tungning en la isla de Taiwán.

### Joseon
La Corea de los Joseon operó dentro del sistema tributario Ming sistema tributario chino imperial y tuvo una fuerte alianza con los Ming durante las invasiones japonesas de Corea (1592–98). Esto puso a Joseon en un dilema cuando tanto Nurhaci como los Ming solicitaron apoyo. Gwanghaegun de Joseon trató de mantener la neutralidad, pero la mayoría de sus funcionarios se opusieron a él por no apoyar a los Ming, un antiguo aliado.
En 1623, el rey Gwanghaegun fue depuesto y reemplazado por Injo de Joseon (Rey Injo) (r. 1623-1649), que desterró a los partidarios de Gwanghaejun. Revirtiendo la política exterior de su predecesor, el nuevo rey decidió apoyar abiertamente a los Ming, pero una rebelión liderada por el comandante militar Yi Gwal estalló en 1624 y destruyó las defensas militares de Joseon en el norte. Incluso después de que la rebelión había sido reprimida, el rey Injo tuvo que dedicar fuerzas militares para garantizar la estabilidad de la capital, dejando menos soldados para defender las fronteras del norte. Los manchúes invadieron Corea dos veces, en 1627 y 1636, lo que finalmente obligó a Joseon a romper sus lazos con los Ming y, en cambio, convertirse en tributario de los manchúes. Sin embargo, la oposición popular a los manchúes permaneció en Corea. Joseon continuó usando el calendario Ming en lugar del calendario Qing, y los coreanos continuaron usando ropa y peinados al estilo Ming, en lugar de la cola manchú. Tras la caída de la dinastía Ming, los coreanos Joseon se vieron a sí mismos como continuadores de las tradiciones del neoconfucianismo.

## Rebeliones Anti-Qing

### Rebeliones mongolas
Los mongoles bajo el dominio Qing se dividieron en tres grupos principales: los mongoles interiores, los mongoles exteriores Khalkha y los mongoles Oirat orientales.
El kan de Mongolia Interior Chahar Ligdan Khan, descendiente de Genghis Khan, se opuso y luchó contra los Qing hasta que murió de viruela en 1634. A partir de entonces, los mongoles interiores bajo su hijo Ejei Khan se rindieron a los Qing en 1636 y se le dio el título de Príncipe (Qin Wang, 親王), y la nobleza de Mongolia Interior se vinculó estrechamente a la familia real Qing y se casó con ellos extensamente. Ejei Khan murió en 1661 y fue sucedido por su hermano Abunai. Después de que Abunai mostrara descontento con el gobierno manchú Qing, fue colocado bajo arresto domiciliario en 1669 en Shenyang y el Emperador Kangxi dio su título a su hijo Borni. Abunai luego hizo una oferta y luego él y su hermano Lubuzung se rebelaron contra los Qing en 1675 durante la Revuelta de los Tres Feudatarios, con 3.000 seguidores mongoles de Chahar que se unieron a la revuelta. Luego, los Qing aplastaron a los rebeldes en una batalla el 20 de abril de 1675, matando a Abunai y a todos sus seguidores. Su título fue abolido, todos los varones reales mongoles de Chahar fueron ejecutados incluso si habían nacido de princesas manchúes Qing, y todas las mujeres reales mongoles de Chahar fueron vendidas como esclavas, excepto las princesas manchúes Qing. Los mongoles Chahar fueron puestos bajo el control directo del emperador Qing a diferencia de las otras ligas de los mongoles del interior que mantuvieron su autonomía.
Los mongoles Khalkha eran más reacios a someterse al gobierno Qing, y solo se sometieron al Emperador Kangxi después de que sufrieron una invasión del Kanato de Zungaria de los mongoles Oirat bajo su líder Galdan.
Los Oirat del Kanato de Khoshut en Qinghai se rebelaron contra los Qing durante el reinado del Emperador Yongzheng pero fueron aplastados y derrotados.

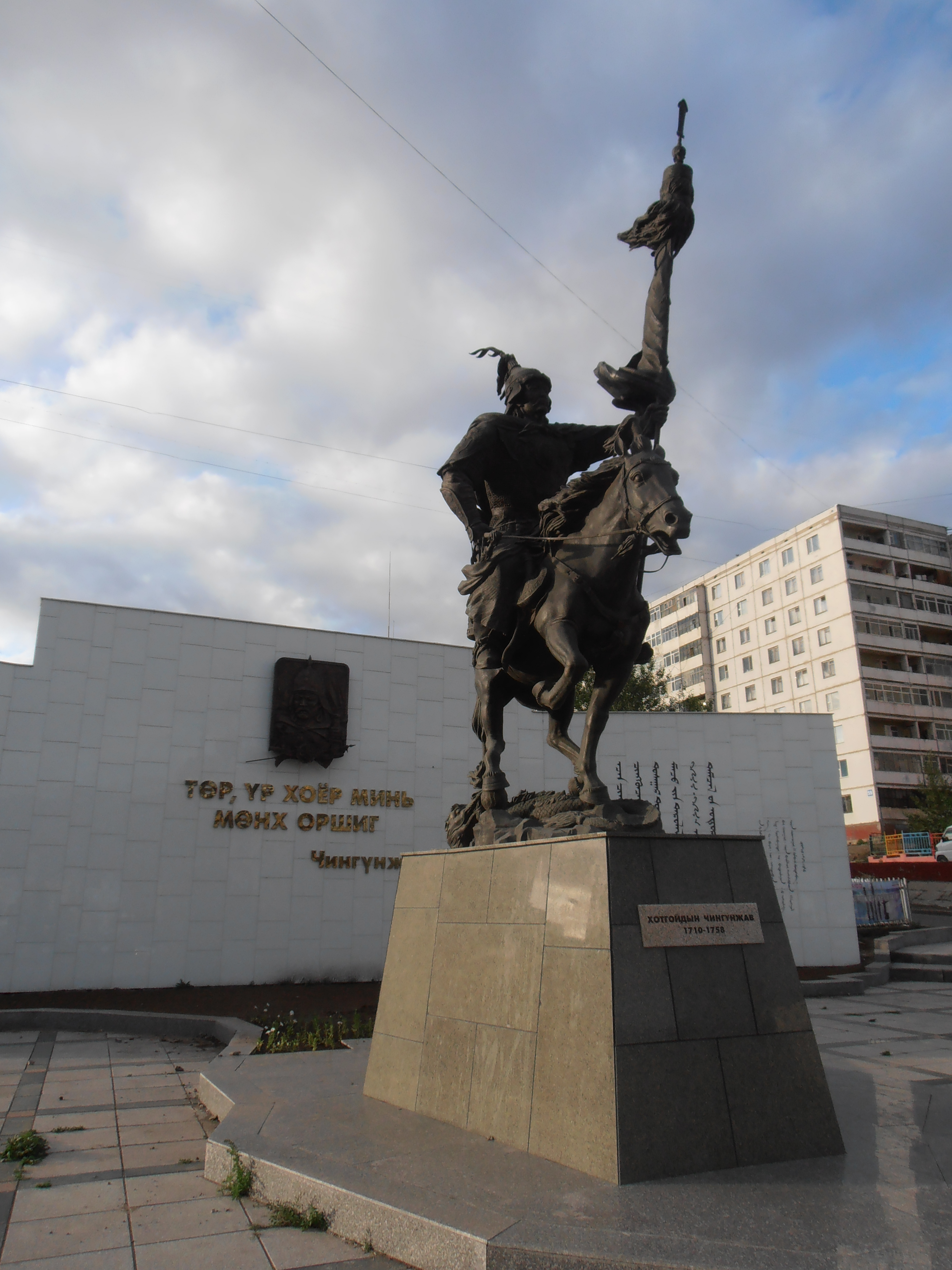
Hotgoid Chingunjav Statue in Ulan-Bator

Los mongoles de Zungaria ofrecieron una resistencia abierta y una guerra contra los Qing durante décadas hasta que los Qing los aniquilaron en el genocidio zúngaro. Los rebeldes mongoles de Jalkha bajo el mando del Príncipe Chingünjav habían conspirado con el líder Amursana y encabezaron una rebelión contra los Qing al mismo tiempo que estos. Los Qing aplastaron la rebelión y ejecutaron a Chingünjav y a toda su familia.
Durante la Revolución Xinhai, los mongoles de Mongolia Exterior organizaron un levantamiento en 1911 contra los Qing y expulsaron a los Ambans imperiales, formando el Kanato de Mongolia.

### Rebelión Taiping

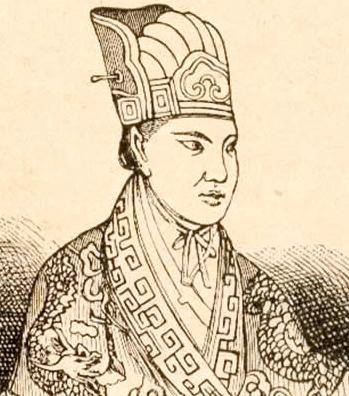
Un dibujo de Hong Xiuquan como el "Rey celestial" (ca. 1860)

Hong Xiuquan (洪秀全, Hóng Xiùquán) era un chino de etnia  Hakka quien fue el líder de la Rebelión Taiping (1850-1864) contra la dinastía Qing. Se proclamó a sí mismo como el Rey Celestial , estableció el Reino celestial Taiping y llamó a Jesucristo su hermano.[cita requerida]

#### Genocidio y exterminio de los manchúes
Impulsados por su feroz odio a los manchúes, los taiping lanzaron una campaña genocida masiva contra los manchúes para exterminar a toda su raza.
El genocidio de los manchúes fue increíble, en cada área que capturaron, los Taiping se apresuraron inmediatamente al fuerte manchú para matar a todos los manchúes. Un leal Qing observó en la provincia de Hunan las masacres genocidas cometidas por las fuerzas Taiping contra los manchúes y escribió sobre los "lamentables manchúes", los hombres, mujeres y niños manchúes que fueron exterminados por los taiping con sus espadas. Una vez que Hefei capituló, las fuerzas de Taiping se precipitaron al barrio manchú gritando "¡Maten a los demonios (manchúes)!" mientras exterminaba a todos los manchúes que vivían allí. Toda la población manchú de Ningbo también fue aniquilada.
Después de conquistar Nanjing, las fuerzas de Taiping asaltaron el fuerte manchú, matando a unos 40.000 manchúes, que era toda la población manchú de la ciudad. El 27 de octubre de 1853 cruzaron el Río Amarillo en T'sang-chou y masacraron a unos 10.000 manchúes. En Shaoxing también murieron 2.000 manchúes.

### Rebelión del Turbante Rojo (1854–1856)
Cuando llegó a sus oídos la noticia de que los Taiping lograron conquistar Nanjing, los antimanchúes cantoneses en el Delta del río Perla vieron esto como una oportunidad y posibilidad de derrocar a los manchúes para restaurar el gobierno Han China, y comenzó la Rebelión del Turbante Rojo (1854-1856). Estos rebeldes fueron llamados 'turbantes rojos' por los pañuelos rojos que llevaban.
La Rebelión del Turbante Rojo inicialmente tuvo bastante éxito ya que los rebeldes ganaron el control de una cantidad considerable de territorio. En julio de 1854, la ciudad de Foshan fue ocupada por los rebeldes. En un intento desesperado por erradicar cualquier instalación que pudiera apoyar a los Turbantes Rojos, las fuerzas Qing quemaron los suburbios del norte en Guangzhou para evitar que refugiaran a los rebeldes.
La rebelión fue finalmente derrotada en 1856, que fue seguida por la ejecución masiva de presuntos simpatizantes y participantes de la rebelión.

### Rebelión Panthay
El líder de la Rebelión Panthay Du Wenxiu declaró su intención de derrocar a los Qing y expulsar a los manchúes de China. La rebelión se inició luego de las masacres de Hui perpetradas por las autoridades manchúes. Du usó la retórica anti-manchú en su rebelión contra los Qing, pidiendo que Han se uniera a los Hui para derrocar a los manchúes Qing después de 200 años de su gobierno. Du invitó al compañero líder musulmán Hui, Ma Rulong, a que se uniera a él para expulsar a los manchúes Qing y "recuperar China". Para su guerra contra la "opresión" manchú, Du "se convirtió en un héroe musulmán", mientras que Ma Rulong desertó a los Qing. En múltiples ocasiones, Kunming fue atacado y saqueado por las fuerzas de Du Wenxiu. Su capital era Dali. La revuelta terminó en 1873.  Du Wenxiu es considerado un héroe por el actual gobierno de China.

### Rebeliones en el Tíbet
Lamas budistas tibetanos se rebelaron contra los Qing en Batang durante la Rebelión tibetana de 1905, asesinando al líder manchú Fengquan y también matando a misioneros católicos franceses y conversos tibetanos al catolicismo. En febrero de 1910 los Qing enviaron una expedición para controlar la región. Dos años después se proclamaria el independiente Reino del Tíbet. 

## Revolucionarios tardíos

### Sun Yat-sen
Para restaurar nuestra independencia nacional, primero debemos restaurar la nación china.  Para restaurar la nación china, debemos hacer retroceder a los bárbaros manchúes a las montañas Changbai.  Para deshacernos de los bárbaros, primero debemos derrocar al actual gobierno Qing tiránico, dictatorial, feo y corrupto.  Compatriotas, ¡una revolución es el único medio para derrocar al gobierno Qing!

### Zou Rong
Nacido en la provincia de Sichuan en el oeste de China en 1885 en una familia de comerciantes, Zou (1885-1905) recibió una educación clásica pero se negó a presentarse a los exámenes de la función pública. Trabajó como tallador de sellos mientras realizaba estudios clásicos. Poco a poco se interesó por las ideas occidentales y se fue a Japón a estudiar en 1901, donde estuvo expuesto a ideas revolucionarias radicales y anti-manchúes.
Aquí hay algunas citas de Zou Rong:
"Barran milenios de despotismo en todas sus formas, desháganse de milenios de servidumbre, aniquilen a los cinco millones y más de la raza manchú peluda y con cuernos, limpiennos de 260 años de duro e incesante dolor"

"No me arrepiento de repetir una y otra vez que internamente somos esclavos de los manchúes y sufrimos su tiranía, externamente estamos siendo acosados por las potencias, y estamos doblemente esclavizados."

"Maten al emperador creado por los manchúes como una advertencia a la miríada de generaciones de que el gobierno despótico no debe ser revivido.."

"Establezcan el nombre del país como  República de China."

## Derrocamiento de los Qing

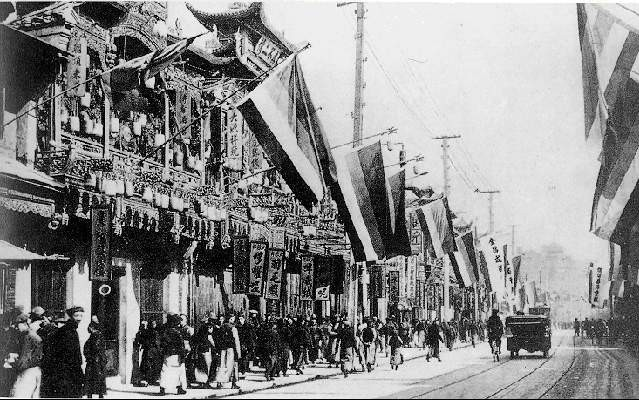
Celebraciones en la calle Nanjing, Shanghai durante la Revolución Xinhai, 1911

La Revolución Xinhai (en chino, 辛亥革命; pinyin, Xīnhài gémìng) de 1911 fue catalizada por el triunfo del Levantamiento de Wuchang, cuando los revolucionarios victoriosos de Wuchang telegrafiaron a las otras provincias pidiéndoles que declararan su independencia, y 15 provincias del Sur de China y China Central lo hicieron entonces.
Los revolucionarios Xinhai lanzaron masacres masivas contra los manchúes en las ciudades chinas. Estas incluyen lo que sucedió en Wuhan donde unos 10.000 manchúes fueron masacrados y la de unos 20.000 manchúes en Xi'an. La comunidad musulmana Hui estaba dividida en su apoyo a la Revolución Xinhai de 1911. Los hui de Shaanxi apoyaron a los revolucionarios y los de Gansu apoyaron a los Qing. Los musulmanes hui (mahometanos) nativos de Xi'an (provincia de Shaanxi) se unieron a los revolucionarios chinos han para masacrar a toda la población manchú de 20.000 manchúes de Xi'an. Los musulmanes hui nativos de la provincia de Gansu liderados por el general Ma Anliang se pusieron del lado de los Qing y se prepararon para atacar a los revolucionarios de la ciudad de Xi'an. Solo unos pocos manchúes ricos fueron retenidos para pedir rescate y algunas mujeres manchúes sobrevivieron. Los chinos han adinerados se apoderaron de las niñas manchúes para convertirlas en sus esclavas y las tropas chinas han apresaron a jóvenes manchúes para que fueran sus esposas. Las jóvenes y bonitas niñas manchúes también fueron capturadas por musulmanes hui de Xi'an durante la masacre y criadas como musulmanas.
Finalmente, después de más de dos siglos, la dinastía Qing fue derrocada y China se estableció en una república, con un gobierno provisional.
El presidente Yuan Shikai prohibió los textos que contenían contenido anti-manchú durante el gobierno republicano.